# Acantholimon nuratavicum
Acantholimon nuratavicum är en triftväxtart som beskrevs av Zakirov. Acantholimon nuratavicum ingår i släktet Acantholimon och familjen triftväxter. Inga underarter finns listade i Catalogue of Life.